# Pełnomocnik Rządu do Spraw Decentralizacji Finansów Publicznych
Pełnomocnik Rządu do Spraw Decentralizacji Finansów Publicznych – jednostka organizacyjna Ministerstwa Finansów istniejąca w latach 1998–2001, powołana w celu przygotowanie koncepcji reform finansów publicznych i koordynacja ich realizacji, a zwłaszcza inicjowanie i koordynowanie prac zmierzających do przebudowy systemu finansowania samorządu terytorialnego oraz struktur organizacyjnych administracji publicznej i zmiany zasad jej finansowania.

## Powołanie Pełnomocnika
Na podstawie rozporządzenia Rady Ministrów z 1998 r. w sprawie Pełnomocnika Rządu do Spraw Decentralizacji Finansów Publicznych ustanowiono Pełnomocnika. Powołanie Pełnomocnika pozostaje w ścisłym związku z ustawą z 1996 r. o organizacji i trybie pracy Rady Ministrów oraz o zakresie działania ministrów
Funkcję Pełnomocnika Rządu pełnił sekretarz stanu w Ministerstwie Finansów.

## Zadania Pełnomocnika
Do zadań Pełnomocnika należało przygotowanie koncepcji reform finansów publicznych, którą realizował w szczególności przez:
- przygotowanie harmonogramu prac w zakresie reform finansów publicznych,
- inicjowanie i prowadzenie prac związanych z przygotowaniem aktów prawnych i projektów organizacyjnych dotyczących reform finansów publicznych,
- koordynację prac wdrożeniowych dotyczących reform finansów publicznych,
- upowszechnianie problematyki reform finansów publicznych oraz inspirowanie przedsięwzięć edukacyjnych, służących społecznemu zrozumieniu znaczenia tych reform,
- koordynację wykorzystania pomocy zagranicznej przeznaczonej na przygotowanie i przeprowadzanie reform finansów publicznych.

Organy administracji rządowej zobowiązane były do współdziałania i udzielania pomocy Pełnomocnikowi, w szczególności przez udostępnianie mu informacji niezbędnych w realizacji jego zadań.
Pełnomocnik mógł za zgodą Prezesa Rady Ministrów, przedstawiać Radzie Ministrów do rozpatrzenia projekty aktów prawnych wynikających z zakresu jego działania.

## Obowiązki Pełnomocnika
Pełnomocnik przedstawiał Radzie Ministrów:
- analizy, oceny i wnioski związane z zakresem jego działania,
- coroczne informacje o swojej pracy.

Pełnomocnik informował Prezesa Rady Ministrów o wszystkich zagrożeniach w realizacji zadań.  
Pełnomocnik mógł powoływać zespoły o charakterze opiniodawczym lub do opracowania określonych zagadnień oraz zlecać przeprowadzenie ekspertyz.
Obsługę merytoryczną, organizacyjno-prawną, techniczną i kancelaryjno-biurową zapewniało Pełnomocnikowi Ministerstwo Finansów.

## Zniesienie urzędu Pełnomocnika
Na podstawie rozporządzenia Rady Ministrów z 2001 r. w sprawie zniesienia niektórych pełnomocników Rządu zlikwidowano urząd Pełnomocnika.